# Pracze (przystanek kolejowy)
Pracze – dawny wąskotorowy przystanek osobowy w Praczach, w gminie Milicz, w powiecie milickim; w województwie dolnośląskim, w Polsce. Został otwarty w 1894 roku. Zamknięty został w 1991 roku.